# Чарлі Адам
Чарльз (Ча́рлі) Гре́хем А́дам (англ. Charles Graham "Charlie" Adam; нар. 10 грудня 1985, Данді, Шотландія) — шотландський футболіст, півзахисник клубу «Данді».

## Клубна кар'єра

### Ранні роки
Чарлі народився в шотландському місті Данді в сім'ї колишнього футболіста — Чарлі Адама (старшого).
1999 року 14-річний Адам вступив до футбольної академії місцевого клубу «Данді». Своїми виступами за юнацький склад «темно-синіх» Чарлі привернув до себе інтерес з боку скаутів одного з грандів шотландського футболу — «Рейнджерс», які наприкінці 2002 року запропонували юному футболістові продовжити свою спортивну освіту в рядах команди з Глазго. Адам відповів на подібну перспективу згодою і 23 січня 2003 року підписали з «Джерс» молодіжний контракт. Непогано зарекомендувавши себе в юнацькій команді «Рейнджерс», 8 травня 2004 року Чарлі уклав з командою професійний договір про співробітництво. Через вісім днів відбувся дебют півзахисника в першому складі «Джерс» — Адам відіграв повний матч у рамках турніру шотландської Прем'єр-ліги, в якому його команда зустрічалася з «Данфермлін Атлетік».

### «Росс Каунті»
Провівши 14 серпня того ж року другу гру за «Рейнджерс» (проти «Лівінгстона»), Адам 31 серпня за орендною угодою приєднався до клубу «Росс Каунті». У той же день Чарлі вперше зіграв за «оленів» — того дня їх суперником був «Пітерхед». 7 листопада Адам взяв участь в фіналі Кубка виклику «Росс Каунті» — «Фолкерк». Суперник виявився сильнішим команди Чарлі, перемігши з рахунком 2:1. За «оленів» півзахисник виступав до кінця календарного року, після чого повернувся до табору «Джерс», де проте знову не зміг закріпитися у складі.

### «Сент-Міррен»
31 серпня 2005 року Чарлі знову відправився в оренду — його новим тимчасовим роботодавцем на сезон 2005—06 став «Сент-Міррен». 6 листопада Адам тепер уже в складі «святих» взяв участь у фінальній зустрічі Кубка виклику. Всього за «святих» Чарлі провів 37 ігор, забив дев'ять голів і допоміг своєму клубу стати переможцем Першого дивізіону Шотландії.

### Повернення в «Рейнджерс»
Повернувшись в «Рейнджерс» Чарлі відразу ж почав доводити свою потрібність команді. У липні 2006 року Адам показав відмінну гру в рамках передсезонного турне «Джерс» по ПАР, враховуючи оформлений ним хет-трик у поєдинку з «Джомо Космос». Після цього матчу головний тренер «Рейнджерс» Поль Ле Гуен зазначив молодого півзахисника, заявивши, що «сезон 2006/07 Чарлі проведе в колективі команди». Своє слово французький фахівець дотримав, почавши з першого туру чемпіонату країни, в якому «Джерс» зустрічалися з «Мотеруел», випускати Чарлі в основному складі. Свій перший гол за «Рейнджерс» Адам забив 19 жовтня, відкривши рахунок в матчі Кубка УЄФА проти італійського «Ліворно». У наступних чотирьох іграх півзахисник забив три м'ячі, вразивши ворота команд «Сент-Міррен» і «Данді Юнайтед» в першості країни, і ізраїльського «Маккабі» в розіграші другого за значущістю європейського турніру. 5 травня 2007 року Адам відзначився в матчі дербі «Old Firm» проти заклятих ворогів «Рейнджерс» з «Селтіка». Раніше, 16 квітня, за свій вражаючий прогрес в сезоні 2006—07 Чарлі удостоївся нагороди «Молодого гравця року» за версією вболівальників «Джерс». 28 червня Адам продовжив контракт з клубом ще на п'ять років. Наступний футбольний рік Чарлі продовжив регулярно грати в основному складі «Рейнджерс». У березні 2008 року півзахисник отримав травму коліна, через яку був змушений догравати сезон на уколах. За перші півроку футбольного року 2008/09 півзахисник провів за «Джерс» всього дев'ять матчів, через що в пресі з'явилися чутки, що зв'язують його з різними командами з Англії, такими як «Ноттінгем Форест», «Вотфорд» та «Бернлі». Наприкінці грудня Чарлі заявив про своє бажання залишитися на «Айброкс» незважаючи на поточні проблеми потрапляння до основного складу. Кількома днями пізніше наставник «Рейнджерс» Волтер Сміт в інтерв'ю розповів, що планів щодо продажу Адама у нього немає, але «швидше за все півзахисник відправиться в оренду для відновлення своїх колишніх ігрових кондицій».

### «Блекпул»
2 лютого 2009 року Чарлі за договором оренди до кінця сезону 2008—09 перебрався в англійський «Блекпул». 7 лютого Адам дебютував за «мандаринів» у матчі Чемпіоншипа з «Донкастер Роверс». Чарлі не зміг впоратися з емоціями і на 77-й хвилині зустрічі був вилучений з поля за невиправдано жорсткий підкат проти гравця «вікінгів». 7 березня шотландець вперше відзначився голом за «Блекпул», забивши у ворота «Норвіч Сіті». Двома днями пізніше півзахисник був включений до символічної збірної тижня Чемпіоншипа. Другий гол у складі «мандаринів» Чарлі забив у ворота «Престон Норт-Енд» у матчі західноланкаширського дербі, що відбулось 11 квітня. М'яч виявився єдиним у цій зустрічі, завдяки якому «Блекпул» святкував перемогу. 1 травня виконувач обов'язків головного тренера «приморських» Тоні Паркс в інтерв'ю телеканалу «Sky Sports» заявив:
|  | «Ми дуже задоволені виступами Чарлі за нашу команду. Тому керівництво бажає укласти з півзахисником контракт на постійній основі відразу ж після закінчення терміну оренди Адама. Виходячи з усього сказаного, я можу розповісти, що зараз готується пропозиція до «Рейнджерс» за його трансферу, яке, сподіваюся, влаштує шотландців ." |

6 липня «Рейнджерс» підтвердив перехід футболіста, сума в 500 тисяч фунтів, запропонована «Блекпулом», задовольнила їх очікування. Наступного дня головний тренер «приморських» Іан Холловей розповів, що, незважаючи на домовленість між клубами, переговори за контрактом Адама почнуться лише після того, як півзахисник переговорить з наставником «Рейнджерс» Волтером Смітом, який за деякими даними був проти трансферу Чарлі. 2 серпня футболіст у складі «Джерс» відправився в передсезонне турне Німеччиною. Тим не менш, Волтер Сміт в інтерв'ю заявив про свою згоду на перехід Адама. 3 серпня видання «Daily Mail» повідомило, що Чарлі підписав з «Блекпулом» контракт за схемою «3+1». Інформація частково виявилася правдою — 4 серпня «приморські» підтвердили, що шотландець офіційно став гравцем англійського клубу, уклавши з «мандаринами» 2-річну угоду з можливістю його пролонгації ще на рік. Іан Холловей прокоментував цю подію в захоплених тонах:
|  | «Я неймовірно щасливий підписанням Чарлі. Це не по роках зрілий гравець, і я впевнений, що він стане справжнім лідером нашої команди, привівши її до нових перемог ." |

Через кілька годин після свого підписання контракту Адам зіграв в товариському матчі за «Блекпул» проти «Евертона».

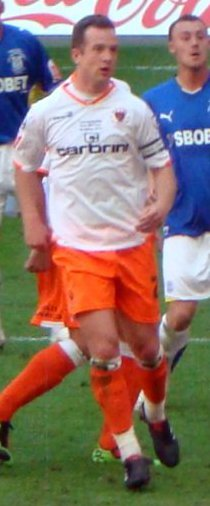
22 травня 2010. Чарлі Адам у поєдинку «Кардіф Сіті» — «Блекпул»

8 серпня Чарлі вперше зіграв за «мандаринів» в офіційній зустрічі в новому статусі — того дня «приморським» протистояв «Квінз Парк Рейнджерс». 26 серпня Адам забив свій перший гол після підписання постійного контракту з «Блекпулом», вразивши в матчі Кубка ліги ворота «Віган Атлетік».
25 січня 2010 року Чарлі разом зі своїм одноклубником Нілом Ірдлі був включений до символічної збірної тижня Чемпіоншипа. Двома днями раніше Адам забив свій дванадцятий гол у сезоні 2009/10, відзначившись у поєдинку проти «Вотфорда». За підсумками січня півзахисник був визнаний «Гравцем місяці» Чемпіоншипа. 27 березня Адам зіграв свій 50-й матч за «Блекпул» в поєдинках другого за значимістю дивізіону Англії і відсвяткував цей своєрідний ювілей точним результативним ударом. Суперником «приморських» був «Плімут Аргайл». Через місяць Чарлі був названий серед одинадцяти футболістів, які увійшли до символічної збірної року Чемпіоншипа.
У підсумковій турнірній таблиці другої англійської ліги «Блекпул» зайняв шосте місце, що давало йому право в іграх плей-оф поборотися за вихід в елітний дивізіон країни. 8 травня точний удар Адама з пенальті приніс його клубу перемогу над «Ноттінгем Форест» в першій півфінальній зустрічі матчів на виліт. Гра в 1/2 фіналу, що проходила на домашньому стадіоні «червоних» «Сіті Граунд», виявилась дуже наполегливою — остаточний рахунок поєдинку 4:3 на користь «мандаринів». 22 травня в фінальній зустрічі «Блекпул» переграв «Кардіф Сіті» й домігся права виступати в Прем'єр-лізі в наступному сезоні. Адам відкрив рахунок у цьому матчі, на 12-й хвилині вразивши ворота «ластівок» прямим ударом зі штрафного.
14 серпня 2010 року Чарлі дебютував у Прем'єр-лізі, відігравши повний матч проти «Віган Атлетик». 11 вересня у зустрічі з «Ньюкасл Юнайтед» шотландець вперше відзначився голом у вищому дивізіоні Англії. За підсумками цього туру Чарлі був обраний експертами в «Команду тижня», склавши в центрі півзахисту пару хавбеків з капітаном лондонського «Арсеналу» Сеском Фабрегасом. Аналогічної включення Адам домігся за свою гру в сьомому турі, коли його гол допоміг «Блекпул» перемогти на виїзді «Ліверпуль».
22 січня 2011 року головний тренер «приморських» Іан Холлоуей підтвердив інформацію, що з'явилася в пресію, що в послугах Чарлі зацікавлений «Ліверпуль», який запропонував «мандаринам» за шотландця 4,5 мільйона фунтів стерлінгів. Менеджер «Блекпула» назвав цю трансферну суму «ганебною», давши зрозуміти «червоним», що не бажає розлучатися з лідером і капітаном клубу. Відразу ж після заяви Холлоуея керівництво «Блекпула» офіційно відхилив пропозицію мерсісайдців.
2 лютого в матчі проти «Вест Хем Юнайтед» Чарлі забив гол прямим ударом з кутового. За свою відмінну гру в своєму першому сезоні в англійській Прем'єр-ліги Адам був номінований на приз «Гравця року за версією футболістів», але в підсумку нагорода пішла валлійському півзахиснику «Тоттенхем Хотспур» Гарету Бейлу. За підсумками сезону «Блекпул» залишив вищий дивізіон Англії. Чарлі в одному з інтерв'ю зізнався, що він дуже хоче продовжити виступи у Прем'єр-лізі. Практично відразу про інтерес до шотландцеві заявив «Ліверпуль».

### «Ліверпуль»

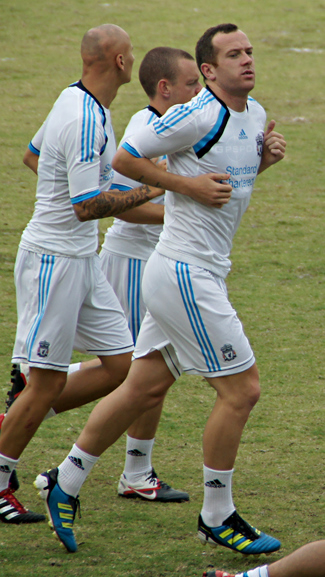
Чарлі Адам на тренуванні на зборах у Сінгапурі

6 липня прес-служба мерсісайдців розповсюдила інформацію про те, що клуби досягли принципової угоди щодо трансферу Адама. По ньому «Ліверпуль» заплатив «Блекпулу» сім мільйонів фунтів стерлінгів. Наступного дня після успішного проходження медогляду Чарлі підписав з «червоними» довгостроковий контракт. У новій команді півзахисник вибрав своїм ігровим номером цифру «26».
13 серпня Адам вперше зіграв за «Ліверпуль» у офіційній зустрічі, провівши повний матч першого туру чемпіонату Англії сезону 2011—12, в якому «червоні» змагалися з «Сандерлендом». На 12-й хвилині зустрічі точний пас шотландця став гольовим: відзначився уругвайський форвард Луїс Суарес. Тим не менш, клуб Чарлі не зміг утримати прийнятний для себе рахунок: остаточний підсумок поєдинку — 1:1. Через одинадцять днів півзахисник забив свій перший гол у складі нової команди, нанісши результативний удар у матчі проти «Болтон Вондерерз». У тій же зустрічі Адам зробив гольову передачу, точно навісивши з корнера на словацького захисника Мартіна Шкртела, який головою вразив ворота «білих». 18 вересня Чарлі був видалений з поля за дві жовті картки у зустрічі з «Тоттенхем Хотспур». Сталося це вже на 28-й хвилині гри, яка у результаті закінчилася розгромом «червоних» з рахунком 4:0.
21 березня 2012 року в матчі проти «Квінз Парк Рейнджерс» Чарлі пошкодив зв'язки коліна, що не дозволило йому більше зіграти в сезоні.

## Клубна статистика
Станом на 1 жовтня 2011
| Чемпіонат         | Чемпіонат            | Чемпіонат         | Ліга | Ліга | Кубок           | Кубок           | Кубок ліги              | Кубок ліги              | Континет. змаг. | Континет. змаг. | Всього | Всього |
| Сезон             | Клуб                 | Ліга              | Ігри | Голи | Ігри            | Голи            | Ігри                    | Голи                    | Ігри            | Голи            | Ігри   | Голи   |
| Шотландія         | Шотландія            | Шотландія         | Ліга | Ліга | Кубок Шотландії | Кубок Шотландії | Кубок шотландської ліги | Кубок шотландської ліги | Європа          | Європа          | Всього | Всього |
| ----------------- | -------------------- | ----------------- | ---- | ---- | --------------- | --------------- | ----------------------- | ----------------------- | --------------- | --------------- | ------ | ------ |
| 2003–04           | Рейнджерс            | Прем'єр-ліга      | 2    | 0    | -               | -               | -                       | -                       | -               | -               | 2      | 0      |
| 2004–05           | Рейнджерс            | Прем'єр-ліга      | 1    | 0    | -               | -               | -                       | -                       | -               | -               | 1      | 0      |
| 2004–05           | Росс Каунті (оренда) | Перший дивізіон   | 11   | 2    | -               | -               | -                       | -                       | -               | -               | 15     | 2      |
| 2005–06           | Рейнджерс            | Прем'єр-ліга      | 1    | 0    | -               | -               | -                       | -                       | -               | -               | 1      | 0      |
| 2005–06           | Сент-Міррен (оренда) | Перший дивізіон   | 29   | 5    | 4               | 3               | 1                       | 0                       | -               | -               | 37     | 9      |
| 2006–07           | Рейнджерс            | Прем'єр-ліга      | 32   | 11   | 1               | 0               | 2                       | 0                       | 7               | 3               | 42     | 14     |
| 2007–08           | Рейнджерс            | Прем'єр-ліга      | 16   | 2    | 3               | 0               | 2                       | 0                       | 11              | 2               | 32     | 4      |
| 2008–09           | Рейнджерс            | Прем'єр-ліга      | 9    | 0    | -               | -               | -                       | -                       | -               | -               | 9      | 0      |
| Англія            | Англія               | Англія            | Ліга | Ліга | Кубок Англії    | Кубок Англії    | Кубок Футбольної Ліги   | Кубок Футбольної Ліги   | Європа          | Європа          | Всього | Всього |
| 2008–09           | Блекпул (оренда)     | Чемпіоншип        | 13   | 2    | -               | -               | -                       | -                       | -               | -               | 13     | 2      |
| 2009–10           | Блекпул              | Чемпіоншип        | 43   | 16   | 1               | 0               | 2                       | 1                       | -               | -               | 46     | 19     |
| 2010–11           | Блекпул              | Прем'єр-ліга      | 35   | 12   | -               | -               | 1                       | 1                       | -               | -               | 36     | 13     |
| 2011–12           | Ліверпуль            | Прем'єр-ліга      | 20   | 2    | 1               | 0               | 2                       | 0                       | -               | -               | 23     | 2      |
| Всього            | Шотландія            | Шотландія         | 101  | 20   | 8               | 3               | 5                       | 0                       | 18              | 5               | 139    | 29     |
| Всього            | Англія               | Англія            | 106  | 32   | 2               | 0               | 4                       | 2                       | 0               | 0               | 112    | 36     |
| Всього за кар'єру | Всього за кар'єру    | Всього за кар'єру | 207  | 52   | 10              | 3               | 9                       | 2                       | 18              | 5               | 244    | 65     |

## Кар'єра в збірній
11 травня 2007 року головний тренер збірної Шотландії Алекс Макліш вперше виккликав Адама на товариський матч проти Австрії та відбірковий поєдинок до чемпіонату Європи 2008 року з Фарерськими островами. У зустрічі з австрійською командою півзахисник і дебютував у складі «горян», вийшовши на заміну на 66-й хвилині гри замість Шона Малоні.
Наступні два роки Чарлі не викликався в національну збірну. 10 жовтня 2009 року новий наставник команди Крейг Берлі знову запросив Адама до складу збірної, яка готувалася до гостьового товариського поєдинку проти Японії. Вийшовши в основному складі в цій зустрічі півзахисник зіграв свій третій матч за збірну й став першим гравцем «Блекпула» з 1973 року, який представляв Шотландію в офіційній зустрічі. Його попередником був Тоні Грін.
Наразі Адам зіграв за національну команду Шотландії п'ятнадцять матчів.

### Матчі та голи за збірну
Всього: 15 матчів / 0 голів; 8 перемог, 1 нічия, 6 поразок.

## Досягнення
«Рейнджерс»
- Чемпіон Шотландії (2): 2004/05, 2008/09
- Володар Кубка Шотландії: 2007/08
- Володар Кубка шотландської ліги: 2007/08
- Фіналист Кубка УЄФА: 2007/08
- Віце-чемпіон Шотландії (3): 2003/04, 2006/07, 2007/08

«Рос Каунті»
- Фіналіст Кубка виклику: 2004/05

«Сент-Міррен»
- Переможець Першого дивізіону шотландської футбольної ліги: 2005/06
- Володар Кубка виклику: 2005/06

«Ліверпуль»
- Володар Кубка Футбольної Ліги: 2012

Збірна Шотландії
- Срібний призер Кубка націй: 2011

## Особисте життя
Молодший брат Чарлі, Грант, також є професійним футболістом — нині захищає ворота команди «Форфар Атлетик», за який він виступає за орендною угодою з клубу «Рейнджерс».
Прикладом для наслідування на футбольному полі Адам завжди називав нідерландського півзахисника Кларенса Зеєдорфа.